# Pomnik Newborn
Pomnik Newborn – pomnik odsłonięty w Prisztinie 17 lutego 2008 roku z okazji ogłoszenia przez Kosowo deklaracji niepodległości. Monument znajduje się przed Pałacem Młodzieży i Sportu.

## Historia pomnika
Pomnik zaprojektowali wspólnie kosowski projektant i pomysłodawca Fisnik Ismaili wraz z agencją Ogilvy Kosova. Pomysł budowy pomnika powstał 10 dni przed dniem wejścia w życie deklaracji. Słowo „NEWBORN” w języku angielskim zostało wybrane celowo, aby wiadomość o narodzeniu się nowego kraju była globalnie zrozumiała. Z drugiej strony wyraża ono to, co niepodległość ma przynieść krajowi. W uroczystości odsłonięcia pomnika wzięli udział prezydent i premier Kosowa oraz 150 000 obywateli świętujących niepodległość. Pomnik początkowo został pomalowany na żółto i składano na nim autografy oraz umieszczano napisy.
W 2013 roku z okazji 5 rocznicy niepodległości został pomalowany flagami państw, które uznały niepodległość Kosowa. W kolejnym, 2014 roku, pomalowano go w kolorach mundurów NATO i Armii Wyzwolenia Kosowa. Rok później, aby uczcić emigrantów, którzy wyjechali za pracą z Kosowa, zostały pomalowane wszystkie litery oprócz E, która była czarna i miała symbolizować słowo „emigracja”. W 2016 roku, aby zaznaczyć fakt, że obywatele Kosowa nie mogą podróżować do państw UE bez wizy, na pomniku NEWBORN namalowano niebo z drutem kolczastym. W 2017 roku zaplanowano przewrócenie liter N i W i domalowanie dodatkowych, tak aby stworzyć napis "NO WALLS" (Bez murów), protestując w ten sposób przeciwko budowie przez Serbów muru w Mitrowicy i planom budowy przez USA muru na granicy z Meksykiem. Z okazji 10 rocznicy, w 2018 roku, w środku pomnika pojawiła się złota liczba 10, co było wynikiem zmiany litery B na 1.

## Opis
Pomnik to duży napis NEWBORN. Waży 9 ton i ma wymiary 3,0 m na 24 metry. Każda litera ma szerokość 0,9 metra.